# Ausa (rijeka)
Ausa je manja rijeka duga oko 17 km koja prolazi dijelom sjevernog San Marina i regije Emilije-Romagne u Italiji. Izvor rijeke je Monte Titano u središnjem San Marinu. Rijeka teče sjeveroistočno pored Serravalle i prelazi granicu u talijansku pokrajinu Rimini u blizini Dogane. Rijeka nastavlja teći prema sjeveroistoku i kanalizira se kroz oborinske odvode u Riminiju prije nego što se ulije u Marecchiju. Sadrži najnižu točku San Marina, na 55 metara iznad razine mora, na mjestu gdje napušta zemlju.